# Pecq
Pecq is een plaats en gemeente in de Belgische provincie Henegouwen. De gemeente telt ruim 5000 inwoners. Pecq ligt aan de Schelde, die de gemeente van zuid naar noord doorsnijdt.

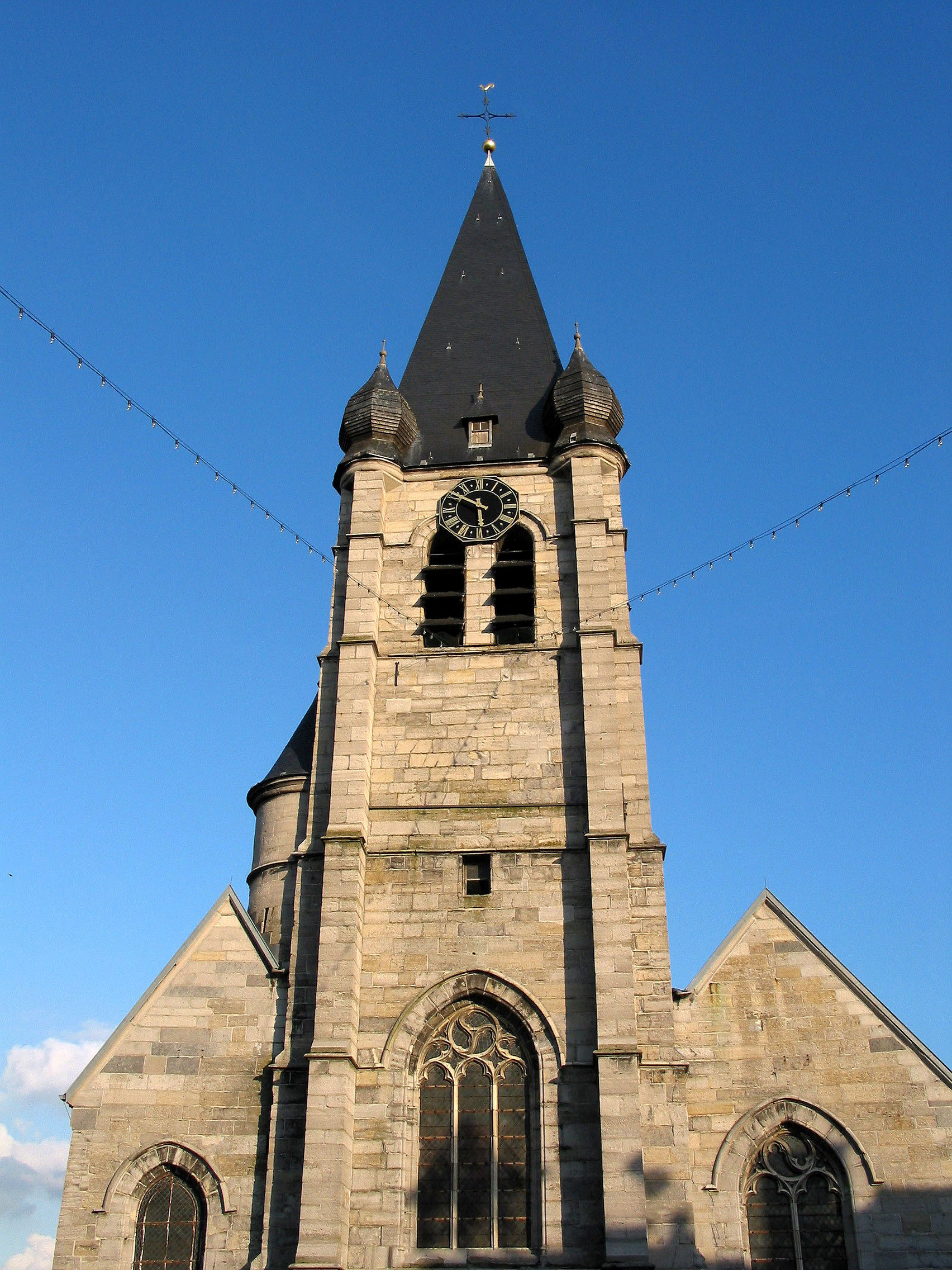
Église Saint-Martin

## Kernen
De gemeente bestaat naast Pecq zelf nog uit vier deelgemeenten. Obigies en Hérinnes liggen op de rechteroever van de Schelde, de andere drie dorpen liggen op de linkeroever.

### Kaart

Pecq, deelgemeenten en buurgemeenten. De gele gebieden zijn bebouwde kernen.

### Deelgemeenten
| # | Naam           | Opp. (km²) | Inwoners (2020) | Inwoners per km² | NIS-code |
| - | -------------- | ---------- | --------------- | ---------------- | -------- |
| 1 | Pecq (I)       | 6,37       | 2.195           | 345              | 57062A   |
| 2 | Warcoing (II)  | 4,10       | 1.128           | 275              | 57062B   |
| 3 | Hérinnes (III) | 12,71      | 1.746           | 137              | 57062C   |
| 4 | Obigies (IV)   | 7,70       | 611             | 79               | 57062D   |
| 5 | Esquelmes (V)  | 2,27       | 80              | 35               | 57062E   |

### Aangrenzende gemeenten
De gemeente Pecq grenst aan de volgende gemeenten en dorpen:
| - a. Pottes (gemeente Celles) - b. Molenbaix (gemeente Celles) - c. Mont-Saint-Aubert (stad Doornik) - d. Kain (stad Doornik) - e. Ramegnies-Chin (stad Doornik) |

| - f. Bailleul (gemeente Steenput) - g. Estaimbourg (gemeente Steenput) - h. Saint-Léger (gemeente Steenput) - i. Dottenijs (stad Moeskroen) - j. Spiere (gemeente Spiere-Helkijn) |

## Demografische ontwikkeling

### Demografische ontwikkeling voor de fusie
- Bron:NIS - Opm:1831 t/m 1970=volkstellingen; 1976= inwoneraantal op 31 december

### Demografische ontwikkeling van de fusiegemeente
Alle historische gegevens hebben betrekking op de huidige gemeente, inclusief deelgemeenten, zoals ontstaan na de fusie van 1 januari 1977.
- Bronnen:NIS, Opm:1831 tot en met 1981=volkstellingen; 1990 en later= inwonertal op 1 januari

| Inwoners van jaar tot jaar op 1 januari 1992 tot heden | Inwoners van jaar tot jaar op 1 januari 1992 tot heden | Inwoners van jaar tot jaar op 1 januari 1992 tot heden |
| jaar                                                   | Aantal                                                 | Evolutie: 1992=index 100                               |
| ------------------------------------------------------ | ------------------------------------------------------ | ------------------------------------------------------ |
| 1992                                                   | 5.137                                                  | 100,0                                                  |
| 1993                                                   | 5.153                                                  | 100,3                                                  |
| 1994                                                   | 5.132                                                  | 99,9                                                   |
| 1995                                                   | 5.136                                                  | 100,0                                                  |
| 1996                                                   | 5.133                                                  | 99,9                                                   |
| 1997                                                   | 5.166                                                  | 100,6                                                  |
| 1998                                                   | 5.158                                                  | 100,4                                                  |
| 1999                                                   | 5.140                                                  | 100,1                                                  |
| 2000                                                   | 5.157                                                  | 100,4                                                  |
| 2001                                                   | 5.221                                                  | 101,6                                                  |
| 2002                                                   | 5.203                                                  | 101,3                                                  |
| 2003                                                   | 5.237                                                  | 101,9                                                  |
| 2004                                                   | 5.286                                                  | 102,9                                                  |
| 2005                                                   | 5.301                                                  | 103,2                                                  |
| 2006                                                   | 5.272                                                  | 102,6                                                  |
| 2007                                                   | 5.309                                                  | 103,3                                                  |
| 2008                                                   | 5.338                                                  | 103,9                                                  |
| 2009                                                   | 5.374                                                  | 104,6                                                  |
| 2010                                                   | 5.413                                                  | 105,4                                                  |
| 2011                                                   | 5.460                                                  | 106,3                                                  |
| 2012                                                   | 5.552                                                  | 108,1                                                  |
| 2013                                                   | 5.628                                                  | 109,6                                                  |
| 2014                                                   | 5.595                                                  | 108,9                                                  |
| 2015                                                   | 5.588                                                  | 108,8                                                  |
| 2016                                                   | 5.598                                                  | 109,0                                                  |
| 2017                                                   | 5.611                                                  | 109,2                                                  |
| 2018                                                   | 5.598                                                  | 109,0                                                  |
| 2019                                                   | 5.698                                                  | 110,9                                                  |
| 2020                                                   | 5.761                                                  | 112,1                                                  |
| 2021                                                   | 5.829                                                  | 113,5                                                  |
| 2022                                                   | 5.847                                                  | 113,8                                                  |
| 2023                                                   | 5.901                                                  | 114,9                                                  |
| 2024                                                   | 5.966                                                  | 116,1                                                  |
| 2025                                                   | 5.899                                                  | 114,8                                                  |

## Bezienswaardigheden
- De Sint-Martinuskerk (Église Saint-Martin) werd al vermeld in een pauselijke bul van 1108. De eerdere romaanse kerk uit de 11e eeuw werd vervangen door een gotische kerk, waarvan de oudste delen teruggaan tot de 12e en de 13e eeuw. In haar huidige vorm is de kerk in hoofdzaak 15e- en 16e-eeuws. In 1918 werd de kerk erg zwaar beschadigd en een restauratie volgde in 1922-1923. Ook in 1950-1951 volgde een restauratie, voornamelijk van het interieur. De kerk is sinds 1942 beschermd als monument.
- Het kasteel van Pecq (Château de Pecq) ligt dicht bij de Schelde en werd reeds in 1234 genoemd. Het kasteel heeft een L-vorm en is omgeven door een gracht. Het huidige kasteel is voor het grootste deel 20e-eeuws met bouwfases in 1929 en in 1948, maar verschillende oudere elementen zijn wel bewaard gebleven. Hieronder zijn een brug uit 1665 en een 18e-eeuwse achtergevel.[2]
- Het kasteel van Biez (Château de Biez) is een kasteel in eclectische stijl uit het eind van de 19e eeuw. Oorspronkelijk uit 1660 werd het in 1886 gedeeltelijk herbouwd.
- Op de begraafplaats ligt een perk met 19 Britse oorlogsgraven, bij de CWGC geregistreerd als Pecq Communal Cemetery.

## Natuur en landschap
Pecq ligt aan de Schelde, tegenover een brug. De hoogte bedraagt 17-26 meter.

## Politiek

### Resultaten gemeenteraadsverkiezingen sinds 1976
| Partij                                                    | 10-10-1976 | 10-10-1976 | 10-10-1982 | 10-10-1982 | 9-10-1988 | 9-10-1988 | 9-10-1994 | 9-10-1994 | 8-10-2000 | 8-10-2000 | 8-10-2006 | 8-10-2006 | 14-10-2012 | 14-10-2012 | 14-10-2018 | 14-10-2018 | 13-10-2024 | 13-10-2024 |
| Stemmen / Zetels                                          | %          | 17         | %          | 17         | %         | 17        | %         | 17        | %         | 17        | %         | 17        | %          | 17         | %          | 17         | %          | 17         |
| --------------------------------------------------------- | ---------- | ---------- | ---------- | ---------- | --------- | --------- | --------- | --------- | --------- | --------- | --------- | --------- | ---------- | ---------- | ---------- | ---------- | ---------- | ---------- |
| PS1 / ActionS2 / ActionS-PS3                              | 29,561     | 5          | 41,051     | 8          | 33,471    | 6         | 29,311    | 5         | 8,671     | 1         | 17,841    | 3         | 23,571     | 4          | 23,322     | 4          | 10,643     | 1          |
| ECOLO1 / EnsembleA / Community2 / Community-LB3           | -          |            | -          |            | -         |           | -         |           | 5,851     | 0         | 11,41A    | 1         | 14,041     | 2          | 29,212     | 6          | 53,673     | 12         |
| UC1 / PRL2 / PRL-MCC3 / EnsembleA / GOB / Pecq Autrement3 | 32,751     | 5          | 31,772     | 5          | 28,132    | 5         | 19,282    | 3         | 16,783    | 3         | 11,41A    | 1         | 41,43B     | 8          | 19,983     | 3          | 18,773     | 3          |
| GIC1 / A.R.C.2 / GOB/ Les Engagés3                        | 37,691     | 7          | 27,181     | 4          | 37,051    | 6         | 47,762    | 9         | 53,542    | 11        | 53,342    | 11        | 41,43B     | 8          | 20,43B     | 4          | 6,783      | 0          |
| SEL1 / OSER2 / Oser+Citoyen3 / Pecq Avenir4               | -          |            | -          |            | -         |           | -         |           | 15,161    | 2         | 14,472    | 2         | 20,973     | 3          | 7,064      | 0          | -          |            |
| AC                                                        | -          |            | -          |            | -         |           | -         |           | -         |           | -         |           | -          |            | -          |            | 10,14      | 1          |
| Anderen(*)                                                | -          |            | -          |            | 1,35      | 0         | 3,65      | 0         | -         |           | 2,94      | 0         | -          |            | -          |            | -          |            |
| Totaal stemmen                                            | 3639       | 3639       | 3701       | 3701       | 3680      | 3680      | 3701      | 3701      | 3783      | 3783      | 3747      | 3747      | 3751       | 3751       | 3783       | 3783       | 3771       | 3771       |
| Opkomst %                                                 |            |            |            |            | 96,16     | 96,16     | 94,87     | 94,87     | 95,43     | 95,43     | 95,51     | 95,51     | 92,14      | 92,14      | 91,75      | 91,75      | 89,13      | 89,13      |
| Blanco en ongeldig %                                      | 2,58       | 2,58       | 3,97       | 3,97       | 5,24      | 5,24      | 5,24      | 5,24      | 5,5       | 5,5       | 4,83      | 4,83      | 5,79       | 5,79       | 7,51       | 7,51       | 6,07       | 6,07       |

(*) 1988: PDLLDC (1,35%) / 1994: AC+ (3,65%) / 2006: Front National (2,94%)